# MAS 96
Il MAS 96 è attualmente una nave museo al Vittoriale degli italiani a Gardone Riviera.
Fondamentalmente si tratta di un motoscafo in legno di tipo Orlando da 12 tonnellate di dislocamento, una serie che comprese i MAS dal 91 al 102 e da 218 a 232, in legno con carena a spigolo e 27 nodi circa di velocità di punta; avevano 8 uomini di equipaggio e armamento costituito generalmente da 2 siluri e alcune bombe di profondità, oltre a una mitragliatrice o a un cannoncino.
Questa unità partecipò, con a bordo l'allora capitano di fregata Costanzo Ciano, il comandante Luigi Rizzo e il poeta Gabriele D'Annunzio, alla Beffa di Buccari (la notte dell'11 febbraio 1918) insieme con i MAS 94 e 95.

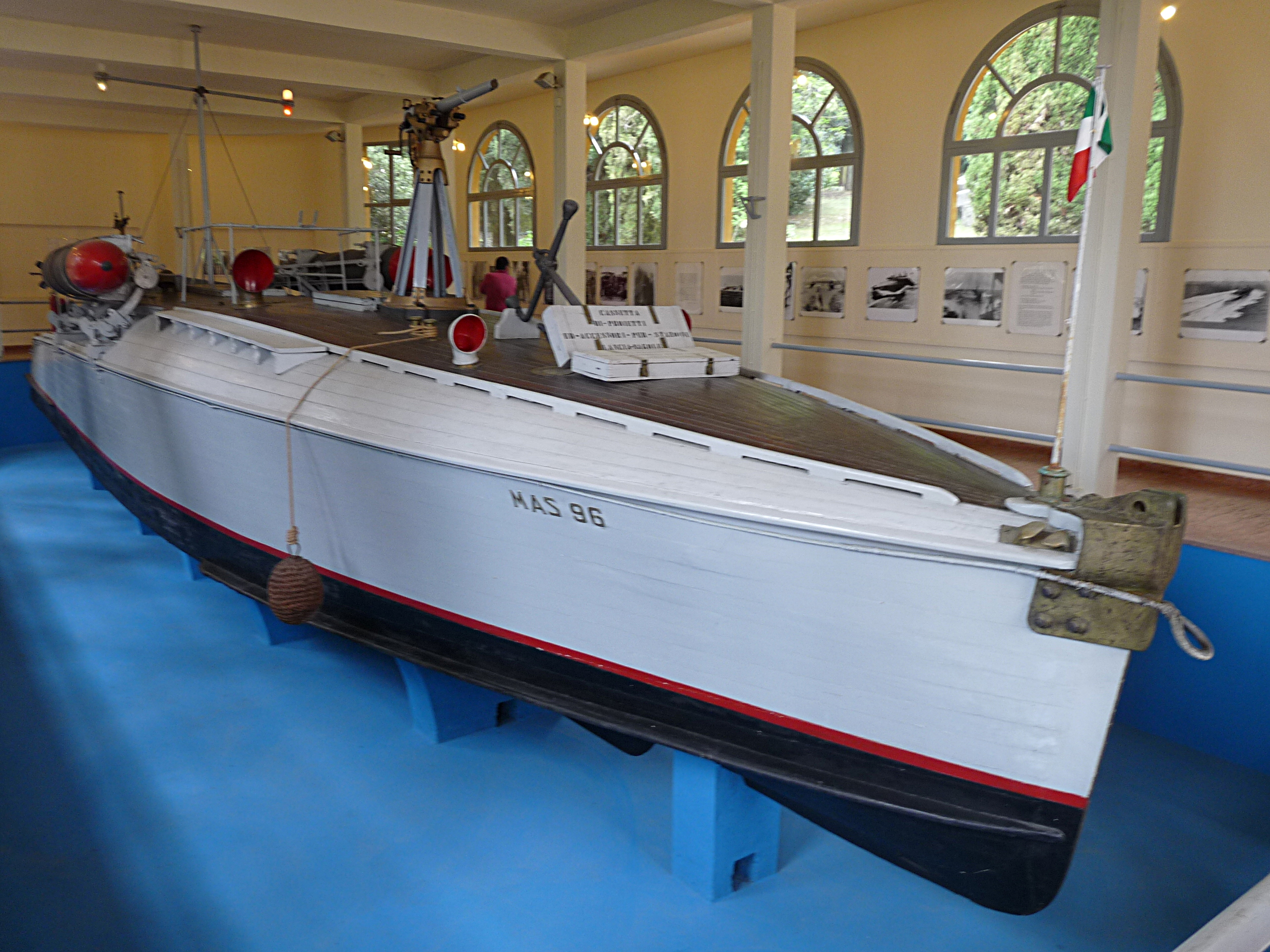
Un'altra immagine del MAS 96 esposto al Vittoriale.

Oltre a questa è presente un'altra MAS risalente al primo conflitto mondiale: il MAS 15 esposto al Sacrario delle bandiere al Vittoriano di Roma.
Oltre a queste due altri MAS sono conservate: la MAS 472 a Marina di Ravenna e il MAS 473 al museo storico navale di Venezia assieme alla motozattera MZ 737 e al sottomarino Enrico Dandolo.